# Emmy Sonnemann
Emma Johanna Henny Sonnemann (chiamata "Emmy") (Amburgo, 24 marzo 1893 – Monaco di Baviera, 8 giugno 1973) è stata un'attrice tedesca, nonché la seconda moglie del gerarca nazista Hermann Göring.

## Biografia

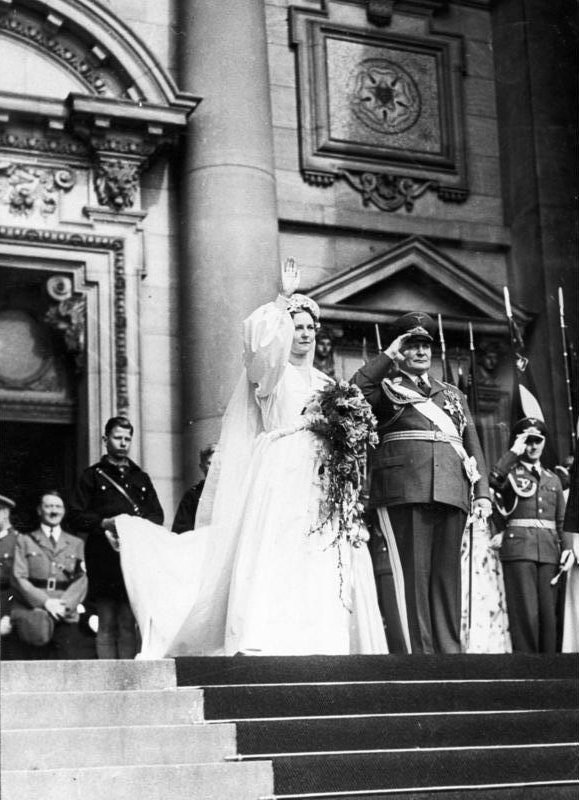
Nozze di Emmy Sonnemann ed Hermann Göring. Alle sue spalle a sinistra è presente Hitler

Ultima di cinque figli, Emmy nacque ad Amburgo da famiglia agiata e si trasferì a Weimar per studiare recitazione. Divenuta attrice al Teatro Nazionale di Weimar, nel 1916 sposò l'attore Karl Köstlin, ma la coppia divorziò dopo pochi anni. Nel 1934 Emmy conobbe l'allora Ministro degli Interni di Prussia, il vedovo Hermann Göring, che sposò l'anno seguente con uno dei più bei matrimoni dell'epoca, presentato dalla propaganda come "il matrimonio del secolo" (10 aprile 1935).
Il 2 giugno 1938 venne alla luce Edda, la loro prima e unica figlia; in quel giorno 500 aerei volarono sopra i cieli di Berlino (se fosse nato un bambino ne sarebbero volati 1.000). Il suo battesimo, avvenuto nel novembre dello stesso anno, fu celebrato con grandi feste e con un padrino d'eccezione, Hitler in persona.
Emmy, intanto, essendo il ruolo di Eva Braun piuttosto marginale, si godeva il suo ruolo da "first lady": Göring le offriva case sfarzose, abiti eleganti e gioielli di ogni genere. Ma i tempi duri non tardarono ad arrivare. La guerra, ormai era perduta. Göring tentò di prendere il potere ma fu accusato di alto tradimento e nel cuore della notte un gruppo di SS, dietro ordine di Martin Bormann, arrestò tutta la famiglia e ricevette l'ordine di fucilare non solo l'ex Reichsmarschall, ma anche Emmy ed Edda. Il tempestivo arrivo degli Americani fermò i piani di Hitler e l'8 maggio 1945 Göring si consegnò al generale statunitense Stack e fu mandato a Norimberga per essere giudicato da una corte internazionale. Emmy fu arrestata più volte dalle corti di denazificazione che incominciarono a sorgere sul territorio tedesco e fu tra le poche persone a cui Göring rivelò l'intenzione di suicidarsi. A causa della spessa grata che separava i detenuti di Norimberga dai visitatori (al solo scopo di prevenire un possibile passaggio di fiale di cianuro) Emmy non poté scambiare con suo marito l'ultimo bacio.
Nel 1948 Emmy fu definitivamente scarcerata. Tutti i beni appartenuti al marito le furono confiscati, insieme ai suoi gioielli e ai suoi abiti e si ritirò a vivere con Edda in un piccolo appartamento vicino a Monaco, dove si dedicò alla stesura di alcuni libri, come la biografia "An der Seite meines Mannes" ("Al fianco del mio uomo").
Morì a Monaco l'8 giugno del 1973, a pochi giorni dal trentacinquesimo compleanno della sua unica figlia, che viveva a Monaco.

## Filmografia
- Goethe lebt...! (1932)
- Wilhelm Tell (1934)
- Guillaume Tell (1934)
- Oberwachtmeister Schwenke (1935)